# Diario de Sevilla
Le Diario de Sevilla (en Français, « Quotidien de Séville ») est un quotidien espagnol fondé en 1999 à Séville, en Andalousie. Sa diffusion est assurée dans la province homonyme, dont traite une bonne part du journal

## Description
Il appartient au groupe de communication Joly. Sa création en 1999 prenait place dans une initiative d'expansion régionale de la presse, qui s'est poursuivie par la création d'autres titres de presse quotidienne (Día de Córdoba en 2000, Huelva Información en 2002, Granada Hoy en 2003 et Málaga Hoy en 2004).
Il est dirigé par Manuel Jesús Florencio, assisté de trois directeurs adjoints : Juan Luis Pavón, Juan Carlos Blanco y Juan Luis de las Peñas.
Le quotidien dispose depuis quelques années d'une édition numérique sur internet qui lui permet de compléter son édition papier, tirée en 2006 à plus de 25 000 exemplaires quotidiens. L'édition papier se compose de plusieurs sections principales : international, Espagne, Andalousie, province de Séville, Séville, sports et économie.
Le journal dispose par ailleurs d'une édition dominicale, dotée d'un supplément.